# Munas Dabbur
Munas Dabbur (en hebreo: מואנס דאבור, en árabe: مؤنس دبور; Nazaret, Israel, 14 de mayo de 1992) es un futbolista israelí de origen palestino que juega como delantero en el Shabab Al-Ahli Club de la UAE Pro League.

## Trayectoria

### Maccabi Tel Aviv
Dabbur comenzó su carrera en las categorías inferiores del Maccabi Ahi Nazaret de su ciudad natal.  A los 18 años, el Maccabi Tel Aviv lo fichó para sus categorías inferiores. En 2011 hizo su debut como profesional con el Maccabi Tel Aviv. En la temporada 2011-2012 jugó 26 partidos de liga y anotó ocho goles con el Maccabi.
En la temporada 2012-2013, Dabbur fue una de las piezas principales del Maccabi Tel Aviv que ganó la liga tras diez años de sequía, pues jugó 26 partidos y marcó 10 goles. Los dos goles que marcó el 27 de agosto de 2011 al Maccabi Haifa fueron catalogados como "extremadamente cruciales" para la consecución del título de liga, dada la ajustada competencia que mantuvieron ambos equipos durante todo el torneo.
El 6 de abril de 2013, durante un calentamiento previo al derby con el Hapoel Tel Aviv, Dabbur se lesionó. Esta lesión, cuya recuperación le llevaría un mes, le supuso el fin de la temporada 2012-2013. La temporada 2013-2014 fue la de su despegue definitivo, en la que jugó un papel importante en la campaña europea del Maccabi Tel Aviv.

### Grasshoppers
El 4 de febrero de 2014, Dabbur confirmó su fichaje por el Grasshoppers de Zúrich después de que este club pagase su cláusula de rescisión de 450.000$ al Maccabi Tel Aviv. El 16 de febrero de 2014 hizo su debut en el Grasshoppers; saltó al campo en la segunda parte y consiguió dos goles y una asistencia en la victoria de su equipo por 5-1 contra el San Galo. Dabbur terminó su primera temporada con el Grasshoppers con quince partidos jugados, nueve goles y cuatro asistencias, y fue nombrado jugador del mes en dos ocasiones.
La temporada 2014-2015 fue menos prolífica para Dabbur, que anotó 13 goles en liga y 5 en copa. También dio 8 asistencias en liga, lo que consolidó su posición como uno de los jugadores más importantes del equipo.
Durante el verano de 2015, numerosos clubes mostraron su interés por Dabbur, incluidos el Werder Bremen y el Palermo. Sin embargo, los únicos dos clubes que realizaron ofertas en firme por él fueron el propio Palermo y su antiguo club, el Maccabi Tel Aviv. Ambas ofertas fueron rechazadas y Dabbur firmó un nuevo y muy mejorado contrato con el Grasshoppers. La temporada 2015-2016 empezó especialmente bien para Dabbur, anotando 6 goles y dando 8 asistencias en los primeros ocho partidos de su equipo, incluidos un gol y tres asistencia en el primer partido de liga, que enfrentó a Grasshoppers con el FC Thun. Esa temporada se convirtió en el máximo goleador de la Superliga de Suiza.

### Red Bull Salzburgo
Tras su gran campaña con el Grasshoppers, el Red Bull Salzburgo fichó a Dabbur por 7 millones de dólares. Tras un inicio irregular, su nuevo club lo volvió a ceder al Grasshoppers en el mercado de invierno, una decisión acertada dado que recuperó su confianza y marcó 7 goles en 13 partidos.
Durante la temporada 2017-2018, Dabbur realizó su mejor campaña con el Red Bull Salzburgo y anotó 22 goles en la Bundesliga austriaca, obteniendo el título de máximo goleador y contribuyendo en gran medida a la consecución del título de liga. Además, el Red Bull Salzburgo tuvo su mejor campaña europea. Terminaron primeros de grupo en la Europa League por cuarta vez en su historia tras vencer a equipos como la Real Sociedad o el Borussia Dortmund, consiguiendo su primera clasificación para las semifinales de la Europa League. El 3 de mayo de 2018, Dabbur jugó el partido de ida de la semifinal y su equipo perdió 2-0 contra el Olympique de Marsella, y aunque en el partido de vuelta obtuvieron una victoria por 2-1, el tanteo global dio el pase a la final al Olympique. En la temporada 2018-2019, Dabbur se convirtió en el máximo goleador de la fase de grupos de la Europa League con seis goles en seis partidos. Sus buenas actuaciones -en 2018 anotó 12 goles en competición europea, por encima de cualquier otro jugador- hicieron surgir la noticia de que los ojeadores del Liverpool estaban interesados en ficharle.

### Sevilla F. C.
El 16 de enero de 2019, durante el parón invernal de la liga austriaca, Dabbur viajó a España para fichar por el Sevilla F. C. un contrato que le ligaria al club hispalense para la próxima temporada, que pagó unos 15 millones de dólares por su contratación.
Debutó en septiembre de 2019 en partido correspondiente a la Europa League contra el Qarabag. Fue en esa misma competición, contra el F91 Dudelange donde marcó sus primeros goles oficiales, dos, que acompañó con dos asistencias.
En total, el israelí jugó 6 partidos europeos, más uno de Copa ante el Bergantiños, poco más de 400 minutos, tres goles marcados y un penalti fallado ante el APOEL en la única derrota en la fase de grupos de la Europa League.

### Hoffenheim
El 7 de enero de 2020, debido a su poca participación en el club hispalense, se hizo oficial su traspaso al TSG 1899 Hoffenheim alemán. Marcó sus primeros goles en el partido de Copa contra el Bayern.
El 22 de febrero se lesionaba la rodilla diciendo adiós a la temporada.

### Emiratos Árabes Unidos
En julio de 2023, después de tres años y medio en Alemania, abandonó el fútbol europeo tras fichar por el Shabab Al-Ahli Club emiratí.

## Selección nacional

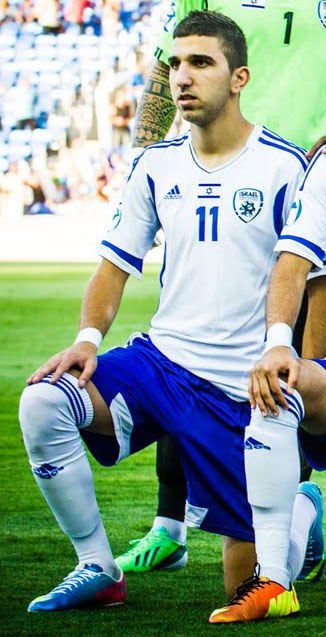
Dabour en la Selección de Futbol de Israel. Campeonato Europeo Sub-21 del 2013.

En 2013, Dabbur fue convocado con la selección sub-21 de Israel para la Eurocopa sub-21 que se celebró en la propia Israel. Fue titular en dos partidos de los tres que jugó su equipo en la fase de grupos, que los enfrentaron a las selecciones de Inglaterra e Italia.
Dabbur fue convocado a la selección nacional de Israel por primera vez para jugar un partido amistoso, en Estados Unidos. Se enfrentó a Honduras en Houston el 1 de junio de 2014, ingresó en el minuto 61 con el dorsal número 19 y ganaron 4 a 2.
Debutó en una competición internacional el 3 de septiembre de 2015, jugó como titular contra Andorra en la clasificación para la Eurocopa 2016, anotó su primer gol con la selección absoluta y dio una asistencia, ganaron 4 a 0. Finalmente no clasificaron a la Eurocopa tras quedar en cuarta posición.
En julio de 2022 anunció que abandonaba la selección nacional debido a los reiterados insultos racistas que recibía cada vez que jugaba un partido en Israel.

### Participaciones en absoluta
A último partido disputado el 13 de junio de 2022.
| Competición                             | Sede   | Resultado    | Partidos | Goles |
| --------------------------------------- | ------ | ------------ | -------- | ----- |
| Partidos amistosos                      | XX     | XX           | 7        | 4     |
| Clasificación para la Eurocopa 2016     | Europa | No clasificó | 3        | 1     |
| Clasificación para Rusia 2018           | Europa | No clasificó | 1        | 0     |
| Liga de las Naciones de la UEFA 2018/19 | Europa | 30.º         | 4        | 0     |
| Clasificación para la Eurocopa 2020     | Europa | No clasificó | 7        | 4     |
| Liga de las Naciones de la UEFA 2020/21 | Europa | 25.º         | 4        | 0     |
| Liga de las Naciones de la UEFA 2022/23 | Europa | 17º          | 3        | 0     |
| Clasificación para Catar 2022           | Europa | No clasificó | 10       | 6     |

## Vida personal
Munas Dabbur es israelí de origen palestino y de creencias musulmanas. Su ciudadanía israelí le ha causado una serie de problemas en los últimos años, como la prohibición de entrada en los Emiratos Árabes Unidos cuando su equipo viajó de gira a este país o la supuesta negativa de Mohamed Salah a jugar con él en caso de que el Liverpool lo fichase, según informó el diario israelí The Jerusalem Post. Tras un partido amistoso entre Israel y Guatemala, su amigo Beram Kayal subió a las redes sociales una foto con los seis jugadores de origen árabe en la selección israelí, lo que llevó a duras críticas por parte de algunos aficionados. El 4 de septiembre de 2021, en una victoria israelí por 5-2 contra Austria en la que Dabbur marcó el segundo gol, la afición local israelí abucheó al delantero durante todo el partido debido a que, en el conflicto de la Franja de Gaza del mes de mayo anterior, Dabbur había subido a Instagram una imagen de la Mezquita de Al-Aqsa con el mensaje "Dios se encargará de los que perpetran las injusticias".
Su hermano Anas Dabbur juega actualmente como extremo izquierdo para el Maccabi Ahi Nazareth. Su padre murió en un accidente de tráfico en 2009. En una entrevista en 2018, Dabbur confesó que toda su vida ha sido aficionado del Arsenal y citó a Thierry Henry como el modelo que le hizo querer ser delantero.

## Estadísticas
- Actualizado a último partido partido jugado el 13 de diciembre de 2024.

| Club | Div.          | Temporada     | Liga  | Liga  | Liga   | Copas nacionales(1) | Copas nacionales(1) | Copas nacionales(1) | Torneos internacionales(2) | Torneos internacionales(2) | Torneos internacionales(2) | Total | Total | Total  |
| Club | Div.          | Temporada     | Part. | Goles | Asist. | Part.               | Goles               | Asist.              | Part.                      | Goles                      | Asist.                     | Part. | Goles | Asist. |
| --- | ------------- | ------------- | ----- | ----- | ------ | ------------------- | ------------------- | ------------------- | -------------------------- | -------------------------- | -------------------------- | ----- | ----- | ------ |
| Maccabi Ahi Nazareth Israel | 1.ª           | 2009-10       | 5     | 0     | 0      | 0                   | 0                   | 0                   | 0                          | 0                          | 0                          | 5     | 0     | 0      |
| Maccabi Ahi Nazareth Israel | Total club    | Total club    | 5     | 0     | 0      | 0                   | 0                   | 0                   | 0                          | 0                          | 0                          | 5     | 0     | 0      |
| Maccabi Tel Aviv Israel | 1.ª           | 2011-12       | 26    | 8     | 0      | 0                   | 0                   | 0                   | 7                          | 1                          | 0                          | 33    | 9     | 0      |
| Maccabi Tel Aviv Israel | 1.ª           | 2012-13       | 26    | 10    | 6      | 5                   | 0                   | 0                   | 0                          | 0                          | 0                          | 31    | 10    | 6      |
| Maccabi Tel Aviv Israel | 1.ª           | 2013-14       | 14    | 4     | 3      | 1                   | 0                   | 0                   | 5                          | 0                          | 1                          | 20    | 4     | 4      |
| Maccabi Tel Aviv Israel | Total club    | Total club    | 66    | 22    | 9      | 6                   | 0                   | 0                   | 12                         | 1                          | 1                          | 84    | 23    | 10     |
| Grasshoppers · Suiza | 1.ª           | 2013-14       | 15    | 9     | 4      | 0                   | 0                   | 0                   | 0                          | 0                          | 0                          | 15    | 9     | 4      |
| Grasshoppers · Suiza | 1.ª           | 2014-15       | 32    | 13    | 8      | 4                   | 5                   | 1                   | 4                          | 0                          | 0                          | 40    | 18    | 9      |
| Grasshoppers · Suiza | 1.ª           | 2015-16       | 35    | 19    | 13     | 2                   | 3                   | 0                   | 0                          | 0                          | 0                          | 37    | 22    | 13     |
| Grasshoppers · Suiza | Total club    | Total club    | 82    | 41    | 25     | 6                   | 8                   | 1                   | 4                          | 0                          | 0                          | 92    | 49    | 26     |
| Red Bull Salzburgo · Austria | 1.ª           | 2016-17       | 15    | 2     | 1      | 2                   | 3                   | 2                   | 8                          | 1                          | 0                          | 25    | 6     | 3      |
| Red Bull Salzburgo · Austria | Total club    | Total club    | 15    | 2     | 1      | 2                   | 3                   | 2                   | 8                          | 1                          | 0                          | 25    | 6     | 3      |
| Grasshoppers · Suiza | 1.ª           | 2016-17       | 13    | 7     | 0      | 0                   | 0                   | 0                   | 0                          | 0                          | 0                          | 13    | 7     | 0      |
| Grasshoppers · Suiza | Total club    | Total club    | 13    | 7     | 0      | 0                   | 0                   | 0                   | 0                          | 0                          | 0                          | 13    | 7     | 0      |
| Red Bull Salzburgo · Austria | 1.ª           | 2017-18       | 32    | 22    | 0      | 3                   | 0                   | 0                   | 20                         | 7                          | 0                          | 55    | 29    | 0      |
| Red Bull Salzburgo · Austria | 1.ª           | 2018-19       | 29    | 20    | 11     | 5                   | 5                   | 4                   | 14                         | 12                         | 1                          | 48    | 37    | 11     |
| Red Bull Salzburgo · Austria | Total club    | Total club    | 61    | 42    | 11     | 8                   | 5                   | 4                   | 34                         | 19                         | 1                          | 103   | 66    | 16     |
| Sevilla F. C. · España | 1.ª           | 2019-20       | 2     | 0     | 0      | 1                   | 0                   | 0                   | 6                          | 3                          | 2                          | 9     | 3     | 2      |
| Sevilla F. C. · España | Total club    | Total club    | 2     | 0     | 0      | 1                   | 0                   | 0                   | 6                          | 3                          | 2                          | 9     | 3     | 2      |
| TSG 1899 Hoffenheim · Alemania | 1.ª           | 2019-20       | 14    | 4     | 0      | 1                   | 2                   | 0                   | -                          | -                          | -                          | 15    | 6     | 0      |
| TSG 1899 Hoffenheim · Alemania | 1.ª           | 2020-21       | 22    | 4     | 0      | 1                   | 0                   | 0                   | 7                          | 6                          | 1                          | 30    | 10    | 1      |
| TSG 1899 Hoffenheim · Alemania | 1.ª           | 2021-22       | 27    | 3     | 3      | 3                   | 2                   | 1                   | -                          | -                          | -                          | 30    | 5     | 4      |
| TSG 1899 Hoffenheim · Alemania | 1.ª           | 2022-23       | 21    | 6     | 2      | 3                   | 2                   | 0                   | -                          | -                          | -                          | 24    | 8     | 2      |
| TSG 1899 Hoffenheim · Alemania | Total club    | Total club    | 84    | 17    | 5      | 8                   | 6                   | 1                   | 7                          | 6                          | 1                          | 99    | 29    | 7      |
| Shabab Al-Ahli Club · EAU | 1.ª           | 2023-24       | 21    | 14    | 7      | 4                   | 0                   | 0                   | 2                          | 1                          | 2                          | 27    | 15    | 9      |
| Shabab Al-Ahli Club · EAU | 1.ª           | 2024-25       | 7     | 4     | 0      | 4                   | 0                   | 0                   | 6                          | 2                          | 1                          | 17    | 6     | 1      |
| Shabab Al-Ahli Club · EAU | Total club    | Total club    | 28    | 18    | 7      | 8                   | 0                   | 0                   | 8                          | 4                          | 3                          | 44    | 21    | 10     |
| Total carrera | Total carrera | Total carrera | 356   | 149   | 58     | 39                  | 22                  | 8                   | 79                         | 34                         | 8                          | 474   | 204   | 74     |
| (1)Incluidos los datos de la Copa Toto (2012/13), Copa de Israel (2013/14) y Copa Suiza (2014/15, 2015/16) Copa de Austria (2017/18 y 18/19), Copa del Rey (2019/20), DFB Pokal (2019/20) (2)Incluidos los datos de la Liga Europa (2011-12, 2013-14, 2014-15, 2019/20) y la Liga de Campeones (2014-15) |               |               |       |       |        |                     |                     |                     |                            |                            |                            |       |       |        |

### Tripletes
| 1 | Neuchâtel Xamax  | 3:5 (2:3) | 21 de septiembre de 2014 | Stade de la Maladière Neuchâtel | Copa Suiza 2014/15 | 2', 13', 76'                | 1 |
| 1 | FK Austria Viena | 5:1 (1:1) | 31 de marzo de 2019      | Red Bull Arena Salzburgo        | Bundesliga 2018/19 | 34', 75', 86', 90+1' (pen.) |   |

## Palmarés

### Títulos nacionales
| Título                                    | Equipo                 | País    | Año  |
| ----------------------------------------- | ---------------------- | ------- | ---- |
| Liga Premier de Israel                    | Maccabi Tel Aviv F. C. | Israel  | 2013 |
| Liga Premier de Israel                    | Maccabi Tel Aviv F. C. | Israel  | 2014 |
| Bundesliga                                | Red Bull Salzburgo     | Austria | 2017 |
| Copa de Austria                           | Red Bull Salzburgo     | Austria | 2017 |
| Bundesliga                                | Red Bull Salzburgo     | Austria | 2018 |
| Copa de Austria                           | Red Bull Salzburgo     | Austria | 2019 |
| Bundesliga                                | Red Bull Salzburgo     | Austria | 2019 |
| Supercopa de los Emiratos Árabes Unidos   | Shabab Al-Ahli Club    | EAU     | 2024 |
| UAE Pro League                            | Shabab Al-Ahli Club    | EAU     | 2025 |
| Copa Presidente de Emiratos Árabes Unidos | Shabab Al-Ahli Club    | EAU     | 2025 |

### Campeonatos internacionales
| Título                 | Club          | Sede     | Año     |
| ---------------------- | ------------- | -------- | ------- |
| Liga Europa de la UEFA | Sevilla F. C. | Alemania | 2019-20 |

### Distinciones individuales
| Distinción                                      | Año     |
| ----------------------------------------------- | ------- |
| Goleador de la Superliga de Suiza (19 goles)    | 2015-16 |
| Goleador de la Bundesliga de Austria (22 goles) | 2017-18 |
| Goleador de la Bundesliga de Austria (20 goles) | 2018-19 |
| Mejor Jugador de la Bundesliga de Austria       | 2018-19 |